# Lon Nol
Lon Nol (Prey Veng, 13 novembre 1913 – Fullerton, 17 novembre 1985) è stato un generale e politico cambogiano.
Fu primo ministro del Regno di Cambogia dal 1966 al 1967 e nuovamente dal 1969 al 1970, anno in cui guidò un colpo di Stato militare di destra con il quale, con l'appoggio degli Stati Uniti, depose Norodom Sihanouk e instaurò la Repubblica Khmer, assunse pieni poteri e la governò sotto regime militare prima come Primo ministro dal 1970 al 1971 e poi come presidente dal 1972 al 1975. In quell'anno i khmer rossi vinsero la guerra civile in Cambogia e Lon Nol fu costretto all'esilio.

## Biografia

### Gioventù
Lon Nol nacque nella provincia di Prey Veng il 13 novembre 1913, da padre khmer krom e madre di origine cinese. Il padre, Lon Hin, era figlio di un khmer krom della provincia di Tay Ninh, il quale, acquisiti meriti nella repressione di gruppi di banditi nella provincia di Prey Veng, era divenuto capodistretto a Siem Reap e Kampong Thom. mentre il nonno materno, un cinese immigrato dal Fujian, era diventato governatore di Prey Veng. Di famiglia non aristocratica, il giovane Lon Nol fu comunque ammesso al liceo Chasseloup-Laubat di Saigon, frequentato dal principe Norodom Sihanouk, del quale divenne amico devoto, e successivamente alla reale accademia militare cambogiana.

### Inizi dell'ascesa
Nel 1937 Lon Nol entrò nei ranghi civili dell'amministrazione coloniale francese, diventando magistrato e svolgendo scrupolosamente le proprie funzioni anche in occasione di una serie di tumulti anticolonialisti verificatasi nel 1939. Divenne governatore della provincia di Kratié nel 1946, creando alla fine del decennio 1940 un proprio raggruppamento politico (Associazione sociale repubblicana, di orientamento monarchico, indipendentista e anticomunista) prima di intraprendere la carriera militare nel 1952 ed essere incaricato di operazioni militari contro i guerriglieri Viet Minh operanti in Cambogia.
Nel settembre 1947 fondò, insieme a Nhiek Tioulong, il partito nazionalista, filo-occidentale e monarchico Kanakpak Khemara Ponnakar ("rinnovamento khmer") col principe Sisowath Monipong, secondogenito del re Sisowath Monivong estromesso dalle pretese al trono a favore di Sihanouk nel 1941, come capo formale del partito e poi primo ministro nel periodo giugno 1950-febbraio 1951, confluendo come "ala destra" nel Sangkum (il partito sihanoukista) nel 1955 insieme al principe Sisowath Sirik Matak.

### "Neutralismo" sihanoukista e guerra
Divenne capo di stato maggiore nel 1955 e comandante dell'esercito nel 1960, nonché ministro della Difesa e vice primo ministro nel 1963, mantenendo le proprie posizioni filo-americane nonostante la svolta anti-statunitense imposta da Sihanouk. In occasione delle prime libere elezioni, svoltesi in Cambogia l'11 settembre 1966, il partito conservatore ottenne il 75% dei seggi e Lon Nol fu primo ministro del Regno di Cambogia dal 25 ottobre 1966 al 1º maggio 1967. Gli successe Son Sann nel 1967-1968, in concomitanza con la reazione armata contro gli attacchi degli khmer kraham maoisti, e dal 1969 al 1970.
Sia come primo ministro sia come capo della sicurezza interna di Sihanouk, la cui politica di accordi col Vietnam del Nord per garantire (previo lauto pagamento dell'"affitto") alle unità Viet Cong e a sempre più consistenti forze regolari nord-vietnamite (soprattutto dopo la fallita offensiva del Têt nel 1968, che comportò l'annichilimento militare dei Viet Cong) la disponibilità del territorio cambogiano a ridosso del confine col "ky" sud-vietnamita del Nam-bo - chiamato dai francesi "Cocincina" e comprendente il delta del Mekong - per il transito di ingenti rifornimenti (per i quali la famiglia reale e in particolare la suocera del principe regnante, Izzi, ricevevano una sostanziosa tangente per ciascun camion nord-vietnamita in viaggio lungo la parte meridionale del c.d. "sentiero di Ho Chi Minh" o sbarcato dalle navi di Hanoi nel porto di Sihanoukville e inoltrato verso nord lungo il c.d. "sentiero di Sihanouk") e per la creazione dei "santuari" in territorio ufficialmente neutrale, Lon Nol fu leale, sebbene non sempre convinto, strumento dell'ambigua politica del principe regnante.
Su ordine di Sihanouk, condusse la repressione contro i marxisti, organizzati nel Partito Comunista di Kampuchea, intervenendo con decisione in occasione della sollevazione nelle provincia di Battambang nel 1967, ma il precipitare della situazione lo indusse ad avvicinarsi al principe Sisowath Sirik Matak, nazionalista filo-occidentale, fermamente anti-comunista ed insofferente nei confronti della politica del principe regnante e delle sue compromissioni coi comunisti vietnamiti, nonché rivale dinastico e avversario politico del cugino Sihanouk (usurpatore scelto dai francesi al posto dello zio dello stesso Sirik Matak, Sisowath Monireth, figlio e legittimo erede del defunto re Sisowath Monivong); in occasione delle prime libere elezioni svoltesi in Cambogia l'11 settembre 1966, il partito conservatore ottenne il 75% dei seggi e Lon Nol e Sirik Matak divennero rispettivamente primo ministro e vice-primo ministro.
Il 17 marzo 1970, approfittando di un viaggio di Sihanouk all'estero (Francia, URSS, Cina), Sirik Matak e Lon Nol presero il potere con un colpo di Stato appoggiato dagli Stati Uniti, che avevano bisogno di garantire la sicurezza del confine occidentale sud-vietnamita: il 18 marzo fu proclamata la repubblica, della quale assunse la presidenza il presidente dell'Assemblea nazionale Cheng Heng (21 marzo 1970 - 9 marzo 1972), già presidente del Consiglio di reggenza istituito dopo la morte del re Norodom Suramarit.
Lon Nol non volle comunque assumere le prerogative del deposto principe regnante (il cui ruolo rivestiva anche una notevole rilevanza religiosa), che si sistemò in Cina, alla corte di Mao Zedong: Cheng Heng divenne formalmente capo provvisorio e poi capo dello Stato, Lon Nol assunse i poteri in carica per l'emergenza e Sirik Matak divenne primo ministro vicario e anche Son Ngoc Thanh, leader del movimento armato anticomunista Khmer Serei, da sempre diffidente nei confronti di Sihanouk e già militarmente attivo contro i nord-vietnamiti e gli khmer kraham durante gli anni Sessanta, entrò a far parte del governo, mettendo le forze khmer serei a disposizione della repubblica.
Nel maggio 1970, con iniziativa peraltro non concordata con Lon Nol e da lui avallata soltanto in un secondo tempo, truppe USA (circa 8.500 uomini), insieme a reparti scelti sud-vietnamiti al comando del generale Do Cao Tri (circa 2.500 uomini, 2.000 dei quali appartenenti a unità khmer krom formate con veterani di etnia khmer provenienti dal Nam-bo, regione storica passata dalla Cambogia al Vietnam e ribattezzata dai francesi Cocincina, comprendente la pianura del delta del Mekong e quella della penisola di Ca Mau, penetrarono in Cambogia per ripulire i "santuari" utilizzati dai nord-vietnamiti; le unità khmer krom aumentarono fino a otto battaglioni entro il dicembre 1970, infliggendo ai nord-vietnamiti una dura lezione e le unità khmer serei dimostrarono ottime capacità di combattimento, ripulendo intere zone dalla presenza degli khmer kraham; efficienti unità di khmer volontari formate in Thailandia raggiunsero il fronte cambogiano operando con successo.
Dalla Cina Sihanouk proclamò l'alleanza con il Nord Vietnam e con gli khmer kraham guidati da Saloth Sar, più noto come Pol Pot, Nuon Chea, Khieu Samphan, Ieng Sary, Son Sen, Ta Mok e, mentre i sihanoukisti organizzati nelle formazioni Khmer Rudmoh (comunque diffidenti nei confronti degli khmer kraham) si affiancavano ai nord-vietnamiti e ad alcune formazioni khmer già aggregate a questi, i maoisti khmer kraham ne approfittarono per iniziare una sollevazione armata contro il governo, rinforzata anche dall'ostilità delle popolazioni contadine, religiosamente fedeli al principe regnante Sihanouk, nei confronti dei presunti usurpatori di Phnom Penh; anche Lon Nil, fratello minore di Lon Nol e commissario di polizia a Kompong Cham, fu ucciso dai rivoltosi, che lo massacrarono e ne divorarono ritualmente il fegato.
Soltanto nel 1972 Lon Nol fu proclamato presidente della Repubblica Khmer, con Son Ngoc Thanh come primo ministro e Long Boret come ministro degli Esteri, mentre il raccogliticcio e disorganizzato esercito cambogiano, nel quale, a parte le unità khmer krom e khmer serei, affidate al generale Lon Non (fratello minore di Lon Nol e ufficiale prima col grado di maggiore e poi di generale dell'esercito, già comandante della 15ª brigata di fanteria), soltanto poche unità (e in particolare le forze speciali dell'esercito affidate al generale Thach Reng, i paracadutisti dell'aviazione affidata al nuovo comandante Ea Chhong e i Marines e i Seals della Marina affidata al nuovo comandante Vong Sarendy) incominciavano a possedere un addestramento e armamento sufficiente e a disporre di ufficiali qualificati, tentava con scarso successo di fronteggiare l'offensiva comunista.
Nell'aprile 1974 fu costituito un consiglio esecutivo composto dallo stesso Lon Nol, da Sirik Matak, da Long Boret (nel frattempo divenuto primo ministro) e dal generale Sosthene Fernandez, capo delle forze armate. La presidenza di Lon Nol durò fino al 12 aprile 1975, quando, accingendosi gli khmer kraham a occupare Phnom Penh, gli USA sgomberarono la loro ambasciata utilizzando gli elicotteri ed evacuando 276 persone, compresi non soltanto l'ambasciatore statunitense e il personale diplomatico, ma anche il presidente Lon Nol e lo stato maggiore dell'esercito cambogiano con le rispettive famiglie: tuttavia Sirik Matak, Lon Non, il primo ministro Long Boret e gran parte del governo di Lon Nol (Lon Nol, Sirik Matak, Cheng Heng, Son Ngoc Thanh, In Tam, Long Boret, Sosthene Fernandez e Lon Non erano già stati condannati a morte dai comunisti) si rifiutarono di fuggire e furono uccisi dagli khmer kraham.

### Esilio
Lon Nol preferì non essere catturato dai comunisti e lasciò la Cambogia, ormai in mano agli khmer rossi: rifugiandosi dapprima in Indonesia e successivamente raggiungendo le Hawaii. Si trasferì in California nel 1979, stabilendo la propria dimora a Fullerton, dove visse fino alla morte con la seconda moglie Sovanna Lon ed alcuni dei suoi nove figli. Morì per complicazioni cardiache il 17 novembre 1985 al St. Jude Medical Center.